# داروند ۲
داروند ۲ یک روستا در ایران است که در شهرستان گیلانغرب استان کرمانشاه واقع شده‌است. داروند ۲ ۸۸ نفر جمعیت دارد.

## جمعیت
این روستا در دهستان دیره قرار دارد و براساس سرشماری مرکز آمار ایران در سال ۱۳۸۵، جمعیت آن ۸۸ نفر (۱۷ خانوار) بوده‌است.